# Big Bang (Upside Down)
Big Bang (Upside Down) è un singolo del rapper italiano Emis Killa, pubblicato il 24 novembre 2023 come unico estratto dal sesto album in studio Effetto notte, album però uscito il 19 maggio 2023.

## Classifiche
| Classifica (2023) | Posizione massima |
| ----------------- | ----------------- |
| Italia            | 34                |